# Udział w nieruchomości wspólnej
Udział w nieruchomości wspólnej – wyrażona ułamkiem lub procentem wielkość udziału we współwłasności nieruchomości wspólnej, określona dla każdego samodzielnego lokalu położonego na danej nieruchomości gruntowej bądź budynkowej. Wielkość tę określa się zarówno dla lokali wyodrębnionych jak i samodzielnych lokali niewyodrębnionych, pozostających własnością dotychczasowego właściciela nieruchomości, co ma miejsce przy sukcesywnym wyodrębnianiu kolejnych lokali z nieruchomości.

## Współwłasność nieruchomości wspólnej
Właściciel lokalu wyodrębnionego, z mocy prawa – art 3 ust. 1 ustawy o własności lokali – jest współwłaścicielem nieruchomości wspólnej, a także gruntu (lub współużtykownikiem wieczystym gruntu). Powyższa zasada obowiązuje również dla samodzielnych lokali niewyodrębnionych z nieruchomości wspólnej, należących do dotychczasowego właściciela. Sytuacja taka powstaje w przypadku sukcesywnego wyodrębniania z nieruchomości poszczególnych lokali. Udział w nieruchomości wspólnej jest prawem nierozerwalnie związanym z prawem własności lokalu i współwłasność ta nie może zostać zniesiona, dopóki w danej nieruchomości występują lokale wyodrębnione. Można jednak dokonać zmiany wysokości udziałów w nieruchomości wspólnej umową, jeżeli taka jest wola wszystkich właścicieli lokali wchodzących w skład wspólnoty mieszkaniowej.
Wysokość udziału jest wyszczególniana w umowie sprzedaży lokalu (akcie notarialnym) oraz ujawniana w księgach wieczystych: w księdze wieczystej nieruchomości macierzystej i księdze wieczystej założonej dla lokalu wyodrębnionego. Wartość ta jest również uwidoczniona w rejestrze gruntów jako udział we współwłasności gruntu.

## Obliczenie udziału w nieruchomości wspólnej
Udział w nieruchomości wspólnej obliczany jest jako iloraz powierzchni użytkowej lokalu i sumy powierzchni użytkowych wszystkich lokali w danej nieruchomości. Do powierzchni użytkowej lokali dodaje się powierzchnię pomieszczeń przynależnych.
{\displaystyle U={\frac {Pu}{\sum \limits _{i=1}^{n}Pu_{i}}}}
lub
{\displaystyle U\%={\frac {Pu}{\sum \limits _{i=1}^{n}Pu_{i}}}100\%}
gdzie:
U, U% - udział w nieruchomości wspólnej (lub udział procentowy)
Pu - powierzchnia użytkowa lokalu.
Powyższy sposób obliczania udziałów w nieruchomości wspólnej wynika wprost z art. 3 ust. 3 uwl. Ten sam sposób obliczania udziałów dotyczy przypadku, w którym na jednej nieruchomości wybudowanych jest kilka budynków. Sumuje się w tym przypadku powierzchnie wszystkich lokali we wszystkich budynkach, jako jedną nieruchomość (art. 3 ust. 5 uwl). Ustawa jednak dopuszcza w pewnych przypadkach inne – umowne – określenie udziałów (art. 3 ust. 6 i ust. 7 uwl). Określając udziały, należy dążyć do sytuacji, w której suma wszystkich udziałów będzie równa 1 (lub 100%). Oznacza to często konieczność stosowania odpowiednich poprawek, w zależności od przyjętej dokładności obliczeń. Najczęściej stosowana dokładność obliczeń i ujawniania wartości udziałów wynosi 1/10000 (jedna dziesięciotysięczna).
Ponadto ustawa nakłada obowiązek stosowania przy określaniu udziałów w nieruchomości wspólnej, stosowania jednolitych zasad obliczania powierzchni i udziałów, tj. takich, jakie zostały zastosowane przy wyodrębnianiu pierwszego z lokali (art. 3 ust. 7 uwl). Nie ma tego problemu, jeżeli wyodrębnienie następuje jedną czynnością prawną właściciela nieruchomości dla wszystkich lokali (art. 3 ust. 6 uwl). Zasady mogą dotyczyć takich zagadnień jak:
- uwzględnienie w obliczeniach powierzchni komórek lokatorskich jako pomieszczeń przynależnych – często przy sprzedaży mieszkań komunalnych lub spółdzielczych jest to niemożliwe, bowiem sprzedaż pierwszych mieszkań w wielu nieruchomościach do wejścia w życie ustawy o własności lokali następowała najczęściej z udziałami obliczonymi bez uwzględnienia powierzchni komórek i innych przynależności,
- sposobu obliczania powierzchni użytkowej – wcześniej obliczanej zgodnie z normą w stanie surowym, obecnie z uwzględnieniem okładzin na ścianach.

## Znaczenie udziału w nieruchomości wspólnej
Określony udział w nieruchomości wspólnej ma istotne znaczenie praktyczne dla właściciela lokalu. Dotyczy to takich zagadnień jak:
głosowanie na uchwałamijeżeli współwłaściciele - członkowie wspólnoty mieszkaniowej - nie określili innego sposobu głosowania, w dużej wspólnocie mieszkaniowej, głosowanie nad uchwałami odbywa się udziałami w nieruchomości wspólnej, a więc osoba posiadająca większy udział, posiada „większą siłę głosu”
partycypacja w kosztachzgodnie z ustawą o własności lokali (art 12 ust. 2 uwl), współwłaściciele nieruchomości wspólnej partycypują w kosztach jej utrzymania oraz w innych nakładach na nieruchomość (ale także w dochodach, jeżeli występują), zgodnie z posiadanymi udziałami, dotyczy to zarówno kosztów bieżącego utrzymania nieruchomości, jak i ewentualnych remontów i innych nakładów na nieruchomość wspólną
podatek od nieruchomościudział w nieruchomości wspólnej przekłada się także na identyczny udział we własności gruntu (lub w użytkowaniu wieczystym), ma to znaczenie m.in. w wysokości podatku od nieruchomości.